# Vickers Nunatak
Vickers Nunatak är en nunatak i Antarktis. Den ligger i Västantarktis. Nya Zeeland gör anspråk på området. Toppen på Vickers Nunatak är 2 225 meter över havet.
Terrängen runt Vickers Nunatak är varierad. Trakten är obefolkad. Det finns inga samhällen i närheten.